# Ancien Livre des Tang
L'Ancien Livre des Tang (chinois simplifié : 舊唐书 ; chinois traditionnel : 旧唐書 ; pinyin : jiù tángshū) ou Livre des Tang (chinois simplifié : 唐书 ; chinois traditionnel : 唐書 ; pinyin : Tángshū ; Wade : T'ang-shu) est un ouvrage sur l'histoire de la dynastie Tang. C'est un des premiers travaux historiques portant sur cette période et il fait partie des Vingt-Quatre histoires, une série d'annales dynastiques qui couvrent l'histoire de la Chine. 
Il est écrit et publié en 941, officiellement par Liu Xu (chinois : 刘昫) un chancelier et historien au service des Jin postérieurs (936-947) ayant vécu pendant la période des Cinq Dynasties et des Dix Royaumes. Mais en réalité, la majeure partie, si ce n'est la totalité, du travail d'édition a en fait été réalisée par son prédécesseur Zhao Ying. Parmi les auteurs de ce livre, on trouve Zhang Zhao, Jia Wei (chinois : 賈緯), et Zhao Xi (chinois : 趙熙).
Par la suite, il perd son statut d'histoire officielle des Tang au profit du Nouveau Livre des Tang, un ouvrage compilé sous la dynastie Song, avant de retrouver son statut antérieur et d’être intégré aux 24 histoires, aux côtés du Nouveau Livre.

## Structure
L'Ancien Livre des Tang est divisé en 200 chapitres. Les volumes 1 à 20 contiennent les annales des empereurs Tang. Twitchett note que ces annales couvrent de manière très complète le début et le milieu de la période Tang, et que les informations sont très rares pour les événements survenu à la fin de cette période, soit après 847.
Les volumes 21 à 50 contiennent un ensemble de traités, notamment sur les rites, la musique, le calendrier, l'astronomie, les cinq éléments, la géographie, les fonctionnaires, les véhicules et les vêtements, la littérature, la nourriture et les marchandises, et la loi. La section sur les rites (volumes 21 à 27) est la plus longue et la plus détaillée, ce qui montre l'importance relative accordée aux questions cérémonielles sous les Tang. La section sur la géographie (volumes 38-41) contient une description de l'administration régionale de l'empire Tang vers l'an 752. La section sur les fonctionnaires (volumes 42-44) contient une description du système administratif des Tang. La section sur les cinq éléments (chinois : 五行) contient une description des tremblements de terre, des inondations et d'autres événements naturels.
Les volumes 51-200 contient des biographies, notamment celles des impératrices et des consorts (51-52), des familles impériales et des peuples peuplant vivant dans les régions limitrophes de l'empire Tang (194-200). 

## Histoire
L'histoire de ce livre commence quand Shi Jingtang, le fondateur et premier empereur de la dynastie des Jin postérieurs, ordonne sa compilation en 941. Le rédacteur en chef originel est Zhao Ying ( chinois : 趙瑩), qui était alors également le chancelier de Jingtang. Toutefois, lorsque le Tángshū est finalement achevé, le poste de chancelier est alors occupé par Liu Xu, qui avait repris le travail de compilation et d'organisation du livre. En conséquence, c'est Xu qui a été crédité en tant que rédacteur en chef lorsque l'œuvre a été présentée en 945 à l'empereur Shi Chonggui.
Ce livre ayant été écrit relativement rapidement, l'Ancien Livre des Tang est une compilation d'annales antérieures, maintenant perdues; Il incorpore d'autres monographies et biographies, en utilisant comme sources, entre autres, le Tongdian de Du You. Ces sources sont souvent directement recopiées à partir de chroniques et d'histoires antérieures et le résultat final est sévèrement critiqué sous la dynastie Song. Ainsi, l'empereur Song Renzong a qualifié le livre de "mal organisé, surchargé de détails sans importance, cherchant son style et mal sourcé ". Ces erreurs comprenaient même des biographies de personnages historiques reproduites en plusieurs exemplaires au sein du livre.
En raison de ces critiques, une nouvelle histoire de la dynastie Tang est commandée en 1044 par l'empereur Renzong. Ouyang Xiu et Song Qi sont les éditeurs de ce nouvel ouvrage, qui va devenir le Nouveau Livre des Tang ou Xīn Tángshū. Après la publication de ce nouveau livre, le Tángshū n'est plus imprimé et, au cours des siècles suivants, il devient très rare. C'est finalement sous la dynastie Ming que les copies restantes sont rassemblées et que le livre est de nouveau publié, avant d'être finalement reconnu comme étant l'une des vingt-quatre histoires.